# Michiel Muller
Michiel George Muller (Amstelveen, 13 juli 1964) is een Nederlandse ondernemer.

## Biografie
Muller is een telg uit het geslacht Muller. Muller studeerde economie aan de Erasmus Universiteit Rotterdam en behaalde zijn master in 1989. Na zijn dienstplicht als officier bij de accountantsdienst van de Koninklijke Luchtmacht begon hij zijn carrière in 1990 bij Esso/ExxonMobil. Na verschillende (internationale) functies in marketing, distributie, raffinage en verkoop verliet hij de onderneming als European Brand Manager ExxonMobil Fuel Marketing in Brussel. Hij besloot zijn loopbaan bij een grote multinational om te ruilen voor een baan bij een jonge Nederlandse oliemaatschappij: Petroplus International N.V. in Rotterdam, waar hij Marc Schröder leerde kennen die met het concept Tango was gestart.
Samen met Schröder bouwde Muller het netwerk van onbemande tankstations Tango uit in Nederland, België en Spanje. Enkele jaren later werd Tango overgenomen door Kuwait Petroleum. Hierna richtte Muller met Schröder in 2004 Route Mobiel op en brak daarmee het monopolie van de ANWB-Wegenwacht.
De oprichters hadden de meerderheid van de aandelen en vonden SNS-Reaal bereid de onderneming te financieren. Toen laatstgenoemde ten tijde van de beursgang in 2006 een aantrekkelijk bod op hun aandelen deed, verkochten zij die.
Muller en zijn zakenpartner Schröder richtten zich vervolgens op nieuwe concepten. In 2008 startten zij de internet-huizenveiling Bieden en Wonen. Hierbij werd kopers en verkopers op de huizenmarkt de mogelijkheid geboden om via internet huizen te veilen in een vrije markt. In 2011 verkochten zij hun aandelen aan het zittende management.
In januari 2011 investeerde Muller samen met Schröder en investeringsfonds Atomico uit Londen, mede
opgericht door Skype-oprichter Niklas Zennström, in Fashiolista, een online fashion community, later uitgebreid met Influencer Marketing Agency (IM-A).
In 2011 en 2012 volgden onder anderen met Schröder nieuwe investeringen, zoals in Online Fashionveiling
Vault79.com, waar Sanoma Ventures een belang in neemt en investeerden zij in verhuisbedrijf Beeboxx.
In 2012 investeerde hij in Vonq, een bedrijf gespecialiseerd in online recruitment marketing en in 2014 volgden Randstad Innovation Fund en Qmulus als investeerders. Muller is lid van de advisory board van LaDress en Apostle.
In 2015 startte hij met drie compagnons de online supermarkt Picnic. In 2018 begon Picnic ook in Duitsland en in 2021 volgde Frankrijk. In 2019 was Picnic het snelst groeiende bedrijf van Nederland. Toen in 2019 bleek dat Picnic niet onder de cao van de fysieke supermarkten viel sloot Picnic de eerste e-Commerce-cao van Nederland. Picnic was medeoprichter van werkgeversvereniging E-commerce Nederland en sloot met de leden van de vereniging de sectorcao voor E-commerce. Op 1 april 2022 opende koning Willem-Alexander het gerobotiseerde fulfilment center van Picnic in Utrecht.

### Nevenfuncties
Muller is Member van de Advisory Board van het Amsterdam Center for Entrepreneurship en het Erasmus Centre of Entrepreneurship ECE.
Hij is lid van het Comité van Aanbeveling van de Philips Innovation Award en de EFR Business Week.
Muller is commissaris bij de FD Mediagroep en CNG Net, voorzitter van het Erasmus Trustfonds en de Erasmus Hoogeschoolraad. In 2014 trad hij toe tot het investment committee van Innovation Quarter, de ontwikkelingsmaatschappij van Zuid-Holland. Op 1 januari 2022 werd hij door de minister van Economische Zaken en Klimaat en de minister van Financiën benoemd tot lid van de commissie van het Nationaal Groeifonds.

## Boeken
Op 1 april 2010 publiceerde hij Michiel Muller. Ervaringen van een serial entrepreneur. Dit boek werd in dat jaar door het publiek gekozen als ondernemersboek van het jaar.
Ondernemen is een ABC'tje was zijn tweede boek dat in 2015 verscheen.

## Privé
Muller is getrouwd en heeft een zoon en twee dochters. Hij is de jongere broer van Frans Muller, die sinds 2018 bestuursvoorzitter van Ahold Delhaize is.
- International Standard Name Identifier: 0000 0003 9494 0564
- Nederlandse Thesaurus van Auteursnamen: 326465944
- Virtual International Authority File: 289561191
- WorldCat: E39PBJmDkGDyfjf77V3HCQycfq